# Hampton (Floryda)
Hampton – miasto w Stanach Zjednoczonych, w stanie Floryda, w hrabstwie Bradford.